# Korsakovo
Korsakovo (in russo Корсаково?) è un villaggio della Russia europea sudoccidentale, situato nell'oblast' di Orël; è il centro amministrativo del rajon Korsakovskij.
Si trova sul fiume Zuša (affluente dell'Oka), nel rialto centrale russo, 127 km a nord-est di Orël.